# Alchuka
L'alchuka ou alchuha est un dialecte possiblement éteint du manchou, parfois considéré comme une langue distincte dû à des archaïsmes,.

## Classification
L'alchuka, comme le mandchou, le xibe, le bala, le kyakala ou le jurchen appartiennent au sous-groupe jurchenique des langues toungouses. Les langues jurcheniques sont parfois regroupées avec les langues nanaïques au sein des langues toungouses méridionales.
Les langues jurcheniques peuvent être classées de différentes manières :

### Classification de Hölzl
- langues jurcheniques[5]
  - langues manchouïques
    - jurchen
      - mandchou
      - xibe

  - langues balaïques
    - vieux jurchen littéraire
    - bala

  - langues alchukaïques
    - alchuka
    - kyakala

### Classification de Zimin
- langues jurcheniques[6]
  - jurchen propre
    - mandchou
    - xibe

  - jurchen xi yeren
    - bala
    - alchuka

  - (non-classé)
    - kyakala

## Étymologie
Le nom « alchuka » dérive d'Alchuka, qui est le nom d'une rivière, mais aussi d'une ville, désormais appelée Acheng, située dans le district d'Harbin, dans la province d'Heilongjiang, en Chine.
La « capitale supérieure » de la Chine sous la dynastie jurchen des Jin se situait près de cette ville.

## Situation moderne et historique
Selon le linguiste Andreas Hölzl (2018), les variétés divergentes du mandchou, dont l'alchuka, se sont éteintes dans les années 1980, et leurs anciens locuteurs seraient passés au mandarin dans sa variante nord-orientale. Ils ont aussi pu parler le mandchou pékinois ou le russe.

## Données linguistiques
La plupart des données provient de Mu Yejun, ses écrits contiennent des listes de mots, des numéraux, des échantillons de texte, et des descriptions sur la morphologie ou la phonologie. Des toponymes sont aussi listés.

Voici un échantillon :
alcuha hoton. girin i ula i dergi amargi hošode bi duin tanggū dehi sunja ba. dergiergi mayan birai wargi dalin de isibume juwe tanggū ba. ilan hala bai hešen deujan acahabi. wargi ergi lalin birai dergi dalin de isibume emu tanggū orin ba. bedune ihešen de ujan acahabi. julergi ergi melen birai amargi dalin de isibume emu tanggūorin ba. bedune i hešen de ujan acahabi. amargi ergi sunggari giyang ni julergi dalin de isibume nadanju ba. giyang ni bakcin i gorlos jasak gung batu gūsai hešende ujan acahabi. dergi julergi hošoi mijan weji de isibume ilan tanggū nadanju ba.ningguta i hešen de ujan acahabi. dergi amargi hošoi mayan birai angga deisibume ilan tanggū ba. ilan hala bai hešen de ujan acahabi. wargi julergi hošo kasaribirai angga de isibume uyunju ba. bedune i hešen de ujan acahabi. wargi amargi hošolalin birai angga de isibume juwe tanggū susai ba. bedune i hešen de ujanacahabi.
En français, cela signifie :
La ville d'Alchuka se situe à 440 li de distance au Nord-Est de la station de Girin [Jilin]. Le côté à l'Est est à 200 li de la banque de la rivière Mayan qui se situe à la frontière de Ilan Hala [Sanxing]. Le côté à l'Ouest est à 120 li de la banque orientale de la rivière Lalin qui se situe à la frontière de Bedune. Le côté au Sud est à 120 li de la banque septentrionale de la rivière Melen qui se situe à la frontière de Bedune. Le côté au Nord est à 70 li de la rivière Sunggari. Il se situe à la frontière de la bannière mongole de Gorlos de la bannière cheffe de Gung Batu de l'autre côté de la rivière. La direction du Sud-Est est à 370 li de la forêt Mijan qui se situe à la frontière de Ningguta. La direction du Nord-Est est à 300 li de la bouche de la rivière Mayan qui se situe à la frontière de Ilan Hala [Sanxing]. La direction du Sud-Ouest est à 90 li de la bouche de la rivière Kasari qui se situe à la frontière de Bedune. La direction au Nord-Ouest est à 250 de la bouche de la rivière Lalin qui se situe à la frontière de Bedune.